# Гатіна Раїса
Раїса Гатіна — українська радянська волейболістка, гравчиня ворошиловградської «Іскри». Майстер спорту СРСР міжнародного класу. Володарка Кубка володарів кубків ЄКВ (фінальна частина відбулася в лютому 1977 року в бельгійському місті Руселаре).

## Джерело
- Про легендарну ворошиловградську «Іскру» зняли фільм ВІДЕО [Архівовано 8 грудня 2021 у Wayback Machine.]. (рос.)
- 12 лютого — першість із волейболу пам'яти Семена Маркар'яна — Донецьк [Архівовано 9 грудня 2021 у Wayback Machine.]. — 2021. (рос.)